# Ташева, Тамила Равилевна
Тамила Равиловна Ташева (укр. Таміла Равілівна Ташева; крымскотат. Tamila Taşeva; род. 1 августа 1985, Самарканд) — украинский государственный и общественный деятель. Соучредительница общественной организации «КрымSOS».
Заместитель постоянного представителя президента Украины в Автономной Республике Крым (25 октября 2019 — 25 апреля 2022). Постоянный представитель президента Украины в Автономной Республике Крым (25 апреля 2022 — 4 декабря 2024).

## Биография
Тамила Ташева родилась в 1985 году в Самарканде в Узбекской ССР в семье выселенных крымских татар. В 1991 году, как и большинство крымских татар, семья вернулась в Крым. Тамиле в это время было пять лет. Семья поселилась в самострое под Симферополем.
После школы Тамила Ташева поступила в Таврический национальный университет имени В. И. Вернадского на факультет восточных языков. В 2002 году она присоединилась к Крымскотатарскому молодёжному центру, где занялась организацией культурных мероприятий.
Активно участвовала в Оранжевой революции, организовывала митинги в Крыму. На революции в Киеве Тамила познакомилась с представителями общественной организации «Фонд региональных инициатив». Впоследствии она возглавила крымскую ячейку этой организации.
В 2006 году стала помощницей депутата Леси Оробец. Затем работала аналитиком в партии «Наша Украина». В 2010 году получила руководящую должность в издательстве «Наш Формат». Позже она стала PR-менеджером рок-группы ТіК.
В декабре 2013 года Тамила Ташева участвовала в Евромайдане. Была волонтёром в госпитале Евромайдана. Зимой 2014 года Тамила Ташева и несколько активистов создали Facebook-страницу «КрымSOS». На ней освещались события, предшествовавшие аннексии Крыма. В начале марта активисты открыли горячую линию, на которую обращались все желающие получить убежище в мирных регионах страны. Вскоре «КрымSOS» разросся в широкую волонтёрскую сеть, которая стала оказывать помощь жителям зоны АТО. Впоследствии «КрымSOS» превратился в полноценную общественную организацию.
После референдума в Крыму Тамила Ташева, находясь в Киеве, собирала факты об исчезновении крымских татар, злоупотреблении в отношении них и нарушении прав.
Была кандидатом в народные депутаты от партии «Голос» на парламентских выборах 2019 года, № 26 в списке.
25 октября 2019 года Тамила Ташева стала лауреаткой польской премии Серджиу Виейра ди Меллу в номинации «Личность». Награду определяют каждый год в двух равнозначных категориях: личность и неправительственная организация, деятельность которых направлена на благо мирного сосуществования и сотрудничества между обществами, религиями и культурами.

## Награды
- Орден княгини Ольги III степени (20 февраля 2019) — «за гражданское мужество, самоотверженное отстаивание конституционных принципов демократии, прав и свобод человека, проявленные во время Революции Достоинства, плодотворную общественную и волонтерскую деятельность»[9]
- Юбилейная медаль «25 лет независимости Украины» (2016)[10]